# Louis de Vilmorin
Pierre Louis François Lévêque de Vilmorin, bekannt als Louis de Vilmorin (* 16. April 1816 in Paris; † 22. März 1860 ebenda) war ein französischer Botaniker aus der bekannten Familie von Pflanzenzüchtern Vilmorin. Er ist für Innovationen in der Pflanzenzüchtung bekannt. Sein offizielles botanisches Autorenkürzel lautet „Vilm.“

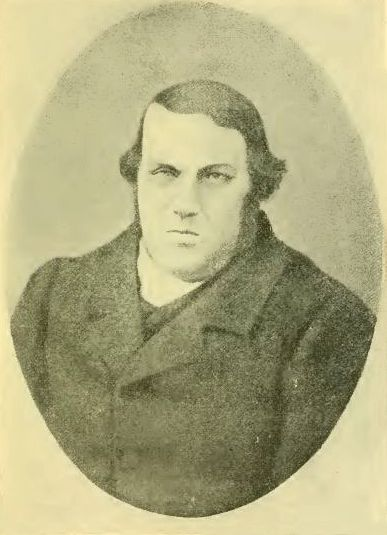
Louis de Vilmorin

## Leben und Wirken
Louis de Vilmorin war der Sohn von Philippe André de Vilmorin. Er befasste sich neben Biologie auch mit Chemie und ist besonders für seine theoretische Arbeit über Vererbung bei Pflanzen und die Möglichkeit gezielter Zuchtauswahl von 1856 bekannt, die auch theoretische Grundlagen für die  industrielle Samenherstellung bereitstellte, die seine Familienfirma betrieb. Louis de Vilmorin übernahm 1843 von seinem Vater die Leitung der Firma.
Nach seinem Tod übernahm seine Witwe Elisa Bailly de Vilmorin (1826–1868), aus der Familie des ehemaligen Bürgermeisters von Paris Jean-Sylvain Bailly, die Firma Vilmorin-Andrieux. Nach ihrem Tod übernahm der gemeinsame Sohn Henry de Vilmorin (1843–1899) die Firma, in der er schon ab 1866 in die Leitung eingebunden war. Da Louis de Vilmorin physisch behindert war, unterstützte ihn seine Frau in seinen Kreuzungsexperimenten.
In der Pflanzenzucht führte er Methoden aus der Tierzucht ein, insbesondere den Massen-Test von durch zufällige Kreuzungen erzeugten Nachkommen. Vilmorin konnte damit den Zuckergehalt von Zuckerrüben erhöhen.

## Ehrungen
Mehrere Pflanzenarten wurden ihm zu Ehren benannt.

## Schriften
- Note sur la création d'une nouvelle race de betterave et considération sur l'hérédité chez les plantes, Compte Rendu Acad. Sci. Paris 1856, 871